# Pomeroyellum
Pomeroyellum is een muggenondergeslacht uit de familie van de kriebelmuggen (Simuliidae). De wetenschappelijke naam van het ondergeslacht is voor het eerst geldig gepubliceerd in 1962 door Rubtsov (als geslacht).